# The Forgotten Arm
The Forgotten Arm è il quinto album discografico in studio della cantautrice statunitense Aimee Mann, pubblicato nel 2005.

## Il disco
Si tratta di un concept album ambientato negli anni settanta che parla di due amanti che sono in viaggio. Il titolo del disco fa riferimento a una tecnica del pugilato che indica un colpo che parte a sorpresa da dietro la schiena.

## Tracce
Tutte le tracce sono di Aimee Mann.
1. Dear John – 3:07
2. King of the Jailhouse – 5:19
3. Goodbye Caroline – 3:53
4. Going Through the Motions – 2:57
5. I Can't Get My Head Around It – 3:37
6. She Really Wants You – 3:26
7. Video – 3:35
8. Little Bombs – 3:49
9. That's How I Knew This Story Would Break My Heart – 4:19
10. I Can't Help You Anymore – 4:52
11. I Was Thinking I Could Clean Up for Christmas – 4:23
12. Beautiful – 3:48

## Premi
- Grammy Awards 2006 - "Best Recording Package" (Aimme Mann e Gail Marowitz)